# Nilotinib
Nilotiníb, pod zaščitenim imenom Tasigna, je protirakava učinkovina iz skupine malih molekul, ki se uporablja pri zdravljenju rezistentne kronične mieloične levkemije (KML) s prisotnim kromosomom Filadelfija. Uporablja se tako v začetnih fazah kroničnega obdobja KML kot v obdobju pospešenaga poteka bolezni, in sicer v primeru, ko se bolezen ne odziva na zdravljenje z imatinibom. Uporablja se peroralno (skozi usta).
Pogosti neželeni učinek|neželeni učinki so zmanjšano število krvnih ploščic (trombocitopenija), belih krvničk (levkocitopenija) ali rdečih krvničk (slabokrvnost oziroma anemija), izpuščaj, bruhanje, driska in bolečina v sklepih. Med hude neželene učinke spadajo podaljšanje QT-intervala, srčni zastoj, vnetje trebušne slinavke in moteno delovanje jeter. Njegova uporaba med nosečnostjo ni varna. Nilotinib je zaviralec tirozin kinaze Bcr-Abl in deluje na signalne poti v rakavih celicah.
Nilotinib so v Evropski uniji in ZDA odobrili za klinično uporabo leta 2007. Uvrščen je na seznam nujnih zdravil Svetovne zdravstvene organizacije, na katerem so zdravila, bistvena za zagotavljanje osnovne zdravstvene oskrbe.

## Klinična uporaba
Nilotinib se uporablja za zdravljenjekronične mieloične levkemije s prisotnim kromosomom Filadelfija.

## Neželeni učinki
Nilotinib lahko med drugim povzroča glavobol, utrujenost, prebavne težave (bruhanje, slabost, driska, zaprtje), bolečine v mišicah in sklepih, izpuščaj in druge kožne spremembe, gripi podobne simptome ter zmanjšanje števila krvnih celic. Manj pogosti so neželeni učinki na obtočila, kot so povišan krvni tlak, srčne aritmije in podaljšanje intervala QT. Vpliva lahko tudi na elektolitsko in glukozno ravnovesje v organizmu. V primerjavi z imitinibom ali dasatinibom povzroča manj neželenih učinkov na pljuča, vendar pa so poročali o primeru akutne dihalne odpovedi zaradi difuzne alveolarne krvavitve.
Med zdravljenjem lahko pride tudi do reaktivacije hepatitisa B.

## Mehanizem delovanja
Nilotinib zavira več vrst kinaz, in sicer BCR-ABL, KIT, LCK, EPHA3, EPHA8, DDR1, DDR2, PDGFRB, MAPK11 in ZAK.
Strukturno je soroden imatinibu, vendar 10- do 30-krat močneje zavira aktivnost encima tirozin kinaze in s tem proliferacijo celic, ki izražajo Bcr-Abl.